# New Pittsburgh Courier
Le New Pittsburgh Courier, anciennement Pittsburgh Courier, est un journal quotidien édité à Pittsburgh en Pennsylvanie depuis 1907. Ce titre reste longtemps un des principaux médias des Afro-Américains aux États-Unis, au même rang que The Chicago Defender et The Afro-American. Le Pittsburgh Courier fut de tous les combats de la communauté noire américaine, du soutien aux organisations afro-américaines à la prise de conscience politique. À son apogée, les ventes sont de 250 000 exemplaires par jour pour 400 employés basés dans 14 villes.
Le journal est rebaptisé New Pittsburgh Courier en 1966 à la suite d'un changement de propriétaire.

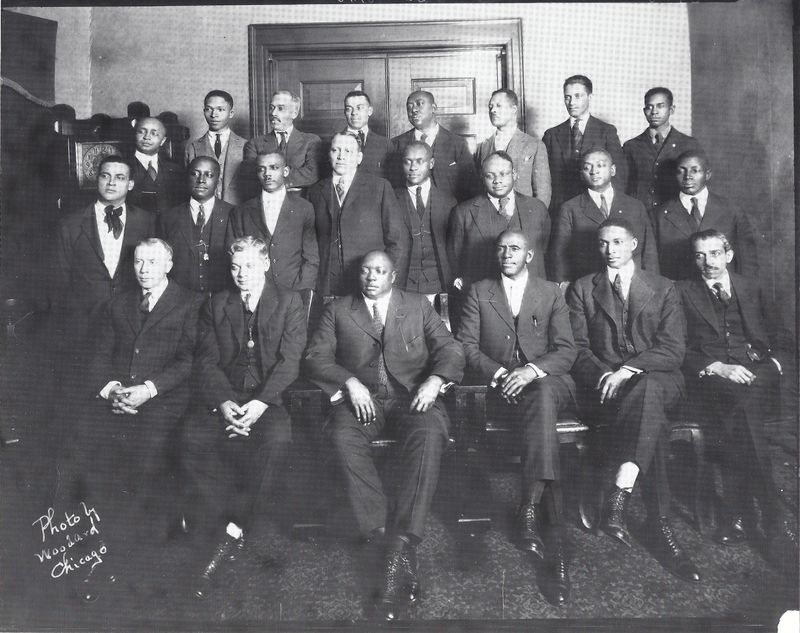
Ira Lewis, rédacteur en chef et plus tard président du Pittsburgh Courier, au dernier rang, à l'extrême gauche, lors du congrès annuel de la Negro National League qui se tient à Chicago le 28 janvier 1922.

## Journalistes devenus célèbres
- George Samuel Schuyler, écrivain, éditorialiste, polémiste et journaliste afro-américain